# Walter Rummel
Walter Morse Rummel, né à Berlin le 19 juillet 1887, mort à Bordeaux le 2 mai 1953 est un pianiste allemand, né de mère américaine, dont le nom est principalement associé à la musique de Claude Debussy, dont il créa plusieurs partitions majeures pour piano.

## Biographie
Walter Rummel est né à Berlin. Il est le fils de Franz Rummel, issu d'une famille d'éminents musiciens allemands, et de Cornelia « Leila » Morse Rummel, fille de l'inventeur du télégraphe Samuel Morse. Rummel étudie le piano auprès de Leopold Godowsky, et la composition sous la direction d'Hugo Kaun, avant de quitter Berlin pour Paris en 1908. Il rencontre le grand pianiste polonais Paderewski en Suisse, lors de son voyage vers la capitale française. Paderewski qualifia ses compositions de « presque des chefs-d'œuvre », et lui proposa de perfectionner sa technique auprès de lui pour un an. Rummel déclina cette invitation et se rendit à Paris, où il rencontra Claude Debussy. Il devint un ardent défenseur de la musique du compositeur français, qu'il interpréta en concert.
En marge de ses activités de pianiste de concert et de compositeur, Rummel entreprit la redécouverte, parfois sous forme d'arrangement, de la musique ancienne pour orgue. C'est ainsi qu'il participa à l'édition de plusieurs volumes de musique, revue pour le piano, d'œuvres pour orgues de Bach et Vivaldi, dont quatre livres d'arrangements des Cantates de Bach.
Il a épousé une pianiste, Thérèse Chaigneau, fille du peintre de l'école de Barbizon Jean-Ferdinand Chaigneau, avec laquelle il fonda pendant la Première Guerre mondiale une œuvre de bienfaisance : L'Aide Affectueuse aux Musiciens qui venait en aide aux familles des musiciens démunis, blessés, ou morts pour la France, avec le concours d'une autre habitué de Barbizon la cantatrice Spéranza Calo-Séailles d'octobre 1915 à avril 1919.
Concerts qu'il a organisés à cette époque, seul ou en duo avec son épouse :
- le 2d livre des Préludes de Debussy, le 12 juin 1913 (première audition mondiale, dans l'Aeolian Hall de Londres)[2],
- En blanc et noir de Debussy, pour deux pianos, le 22 janvier 1916 (première audition mondiale, en privé, dans le salon de la princesse de Polignac)[3],
- les Études de Debussy, le 14 décembre 1916 (première audition en France, généralement considérée comme première audition mondiale[4] et intégrale)[5],
- les six Épigraphes antiques de Debussy, pour piano à quatre mains, le 17 mars 1917 (première audition en France)[6].

Durant la Seconde Guerre mondiale, il a milité pour le nazisme et en particulier pour une « purification de la race ».
Rummel est mort à Bordeaux en 1953.

## Source de la traduction
- (en) Cet article est partiellement ou en totalité issu de l’article de Wikipédia en anglais intitulé « Walter Morse Rummel » (voir la liste des auteurs).